# Hylopezus
A Hylopezus a madarak osztályának verébalakúak (Passeriformes) rendjébe és a hangyászpittafélék (Grallariidae) családjába családjába tartozó nem.

## Rendszerezésük
A nemet Robert Ridgway írta le 1909-ben, az alábbi 9 vagy 11 faj tartozik ide:
- csíkoshasú hangyászpitta (Hylopezus perspicillatus)
- Hylopezus macularius
- Hylopezus dilutus[1] vagy Hylopezus macularius dilutus[2]
- Hylopezus whittakeri
- Hylopezus paraensis[1] vagy Hylopezus macularius paraensis[2]
- Hylopezus auricularis
- Hylopezus dives
- Hylopezus fulviventris
- Hylopezus berlepschi
- Hylopezus ochroleucus
- Hylopezus nattereri